# Holcá (Espita)
Holcá es un poblado localizado en el municipio de Espita, en Yucatán, México.
La localidad tiene una altitud de 20 metros. La población de la localidad fue de 552 según el censo de 2010 realizado por el INEGI.

## Geografía física

### Localización
Se ubica en el municipio de Espita, mismo que se encuentra en la región oriental de Yucatán. Le corresponden las coordenadas 21°05′28″N 88°16′07″O / 21.09111, -88.26861 (21.091111, -88.268611), con una altitud promedio de 20 metros sobre el nivel del mar.

### Orografía
En general, la localidad posee una orografía plana, clasificada como llanura de barrera; sus suelos son generalmente rocosos o cementados.

### Hidrografía
El municipio al que pertenece Holcá se encuentra ubicado en la región hidrológica Yucatán Norte. Sus recursos hidrológicos son proporcionados principalmente por corrientes subterráneas denominadas cenotes las cuales son muy comunes en el estado.

## Geología
La superficie sobre la cual se asienta la localidad, al igual que la totalidad del área del municipio de Espita, es de tipo roca sedimentaria caliza, misma que pertenece al período neógeno de la era Cenozoica.

### Edafología
En el municipio de Espita existen cuatro tipos de suelo dominantes: cambisol (48,16%), phaeozem (32,74%), luvisol (9,18%) y leptosol (9,02%); sin embargo, la zona de la localidad se asienta únicamente sobre cambisol.

## Demografía
Según el censo de 2010 realizado por el INEGI, la población de la localidad era de 552 habitantes, de los cuales 273 eran hombres y 279 mujeres.

## Política

### Municipio de Espita

Mapa del Municipio de Espita.

La localidad pertenece al municipio de Espita, uno de los 106 municipios de Yucatán, mismo que se encuentra al oriente del estado y ocupa una superficie total de 737,30 km².
En el ámbito político, pertenece al X Distrito Electoral Estatal de Yucatán con sede en Tizimín, y al I Distrito Electoral Federal de Yucatán con sede en Valladolid.